# Žiga Kastrevec
Žiga Kastrevec (Novo Mesto, 25 de febrero de 1994) es un futbolista esloveno que juega en la demarcación de delantero para el NK Trebnje de la Liga Regional de Eslovenia.

## Biografía
Tras empezar a formarse como futbolista en la cantera del NK Krka, finalmente hizo su debut con el primer equipo en la temporada 2012/13. Tras una breve temporada en calidad de cedido en el NK Bela Krajina de la segunda división, volvió al Krka para volver como jugador titular. En el mercado invernal de 2016 se volvió a marchar cedido, esta vez al Getafe CF "B" de España. Finalizada su andadura en España, Kastrevec finalmente se desvinculó del Krka para fichar por el St. Andrews FC de Malta. Permaneció en el club maltés durante una temporada, y, tras siete meses sin equipo, finalmente, en febrero de 2018, volvió al NK Krka.

## Clubes
| Club                     | País      | Año       | Partidos | Goles |
| ------------------------ | --------- | --------- | -------- | ----- |
| NK Krka                  | Eslovenia | 2012-2013 | 3        | 0     |
| NK Bela Krajina (cedido) | Eslovenia | 2013-2014 | 10       | 0     |
| NK Krka                  | Eslovenia | 2014-2016 | 82       | 14    |
| Getafe CF "B"            | España    | 2016      | 12       | 4     |
| St. Andrews FC           | Malta     | 2016-2017 | 32       | 5     |
| NK Krka                  | Eslovenia | 2018-2022 | 101      | 18    |
| NK Trebnje               | Eslovenia | 2023-     | 53       | 10    |